# Distrikt Yonán
Der Distrikt Yonán liegt in der Provinz Contumazá in der Region Cajamarca in Nordwest-Peru. Der Distrikt wurde am 5. Juni 1964 gegründet. Er besitzt eine Fläche von 545 km². Beim Zensus 2017 wurden 7087 Einwohner gezählt. Im Jahr 1993 lag die Einwohnerzahl bei 7858, im Jahr 2007 bei 7735. Sitz der Distriktverwaltung ist die 439 m hoch gelegene Kleinstadt Tembladera mit 3315 Einwohnern (Stand 2017). Tembladera befindet sich 38 km westnordwestlich der Provinzhauptstadt Contumazá am Nordufer des Río Jequetepeque oberhalb des Stausees der Talsperre Gallito Ciego. Die Nationalstraße 8 von Cajamarca zur Pazifikküste verläuft entlang dem Fluss.

## Geographische Lage
Der Distrikt Yonán liegt an der Westflanke der peruanischen Westkordillere im Nordwesten der Provinz Contumazá. Der Río Jequetepeque durchquert den Distrikt in überwiegend westlicher Richtung und wird im Norden des Distrikts von der Talsperre Gallito Ciego aufgestaut.
Der Distrikt Yonán grenzt im Südwesten an die Distrikte San Pedro de Lloc und San José (beide in der Provinz Pacasmayo), im Nordwesten an den Distrikt Chepén (Provinz Chepén), im Norden an die Distrikte San Gregorio, Unión Agua Blanca und San Miguel (alle drei in der Provinz San Miguel), im Osten an den Distrikt Tantarica sowie im Südosten und Süden an den Distrikt Cupisnique.

## Ortschaften
Im Distrikt gibt es neben dem Hauptort folgende größere Ortschaften:
- Cafetal
- Pay Pay
- Tolon
- Ventanillas
- Yatahual